# Análise de circuitos

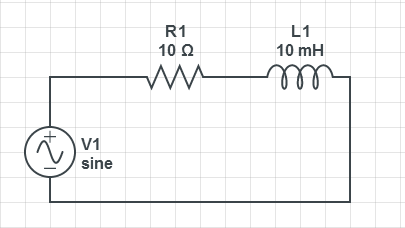
Circuito RL

Análise de Circuitos é o estudo da passagem da corrente elétrica pelos elementos que compõem circuitos elétricos/ eletrônicos. 

## Técnica
É possível fazer a análise de circuitos em corrente contínua - CC (direct current-DC , em inglês) ou em corrente alternada - CA ( alternative current -AC, em inglês), em regime estacionário (após decorrido um longo intervalo de tempo desde a ligação do circuito) ou em regime transiente (comportamento que se segue à ligação do circuito e que desaparece com o tempo).
Em qualquer dos casos, os conceitos de Nó, Ramo e Malha são aplicáveis.
Para a análise dos circuitos em AC, no regime estacionário, é costume introduzir o conceito de fasores, o que evita a necessidade de resolver sistemas de equações diferenciais mesmo para circuitos simples. Na análise de circuitos são usadas as Leis de Kirchhoff para a Eletricidade. Elas são as chamadas Lei dos Nós e Lei das Malhas.

## Conceitos básicos
- Ramo - É a denominação dada a um componente simples presente no circuito, como um resistor, uma fonte ou outro elemento.
- Nó - Num circuito, é um ponto de conexão entre dois ou mais ramos.
- Malha - Uma malha ou laço,  é qualquer caminho fechado iniciando em um nó, passado por ramos e diversos nos, sem passar mais de uma vez pelo mesmos elemento.

Para fazer a analise de um circuito é necessário escolher um sentido para a corrente em cada ramo e um sentido de percurso ao longo da malha. É bastante interessante que todas as malhas sejam percorridas no mesmo sentido (horário ou anti-horário). A escolha dos sentidos, da corrente nos ramos e de percurso ao longo das malhas, é arbitrária (Sempre respeitando as leis de Kirchhoff), mas uma vez escolhidos devem ser mantidos durante todo o processo de cálculo das correntes. Por convenção o sentido adotado na analise é do polo positivo da fonte para o polo negativo, ( mesmo atualmente sabendo que a corrente elétrica percorre o caminho do polo negativo para o positivo.). 
Lei de Ohm
V / R = I ;
V / I = R ;
V = R . I

## Leis de Kirchhoff
- Lei dos Nós: A soma das correntes que chegam a qualquer nó é igual à soma das correntes que saem do mesmo nó. Os sentidos que determinam a chegada e saída ao nó são aqueles escolhidos por quem está fazendo a análise, como dito acima.

{\displaystyle \sum I_{chega}=\sum I_{sai}}
- Lei das Malhas: A soma das diferenças de potencial (ddp) sobre os elementos ao longo de uma malha é nula.

É importante notar que, ao contrário do que algumas vezes se encontra, a lei das malhas não é a tradução para circuitos de Princípio de Conservação de Energia pelo simples fato de, havendo mais de uma malha, há troca de energia em cada nó, já que temos diferença de potencial (ddp)e corrente elétrica.
A equação das malhas pode ser escrita como equação,na forma:
{\displaystyle \sum \Delta V_{i}=0}

Uma vez que a soma se anula, algumas ddp serão positivas enquanto outras serão negativas, o que mostra a necessidade de uma convenção de sinais para as ddp. Por outro lado é claro que a forma da ddp depende do elemento sobre a qual seja tomado, a seguir vamos nos ocupar desses aspectos.

## Expressões para diferença de potencial em elementos de circuito
- Resistores :

Para resistores é usando a convenção usual de corrente de portadores positivos (corrente convencional) temos:
- Fontes de força eletromotriz (FEM)

As fontes de força eletromotriz são dispositivos capazes de trocar energia com os portadores de cargas que as atravessam. Uma fonte de FEM pode fornecer energia aos portadores e aí a chamamos gerador ou receber energia dos portadores, caso em que as chamamos receptor . Usando a mesma convenção para a corrente temos:
- Capacitores

Nos capacitores a ddp aparece por causa da carga elétrica armazenada no elemento. Partindo da definição de capacitância temos:
- Indutores

Indutores são elementos complexos de circuito. Eles podem ser classificados em:
- - Auto-Indutores- Quando apenas o fluxo magnético produzido pelo próprio indutor o atravessa.
  - Transformador  ou Indutor Mútuo

Quando o fluxo magnético gerado em outros indutores também influencia o indutor em questão.